# Praeacanthonchus cygnis
Praeacanthonchus cygnis är en rundmaskart som beskrevs av John Inglis 1970. Praeacanthonchus cygnis ingår i släktet Praeacanthonchus och familjen Cyatholaimidae. Inga underarter finns listade i Catalogue of Life.